# Philipp Stadelmaier

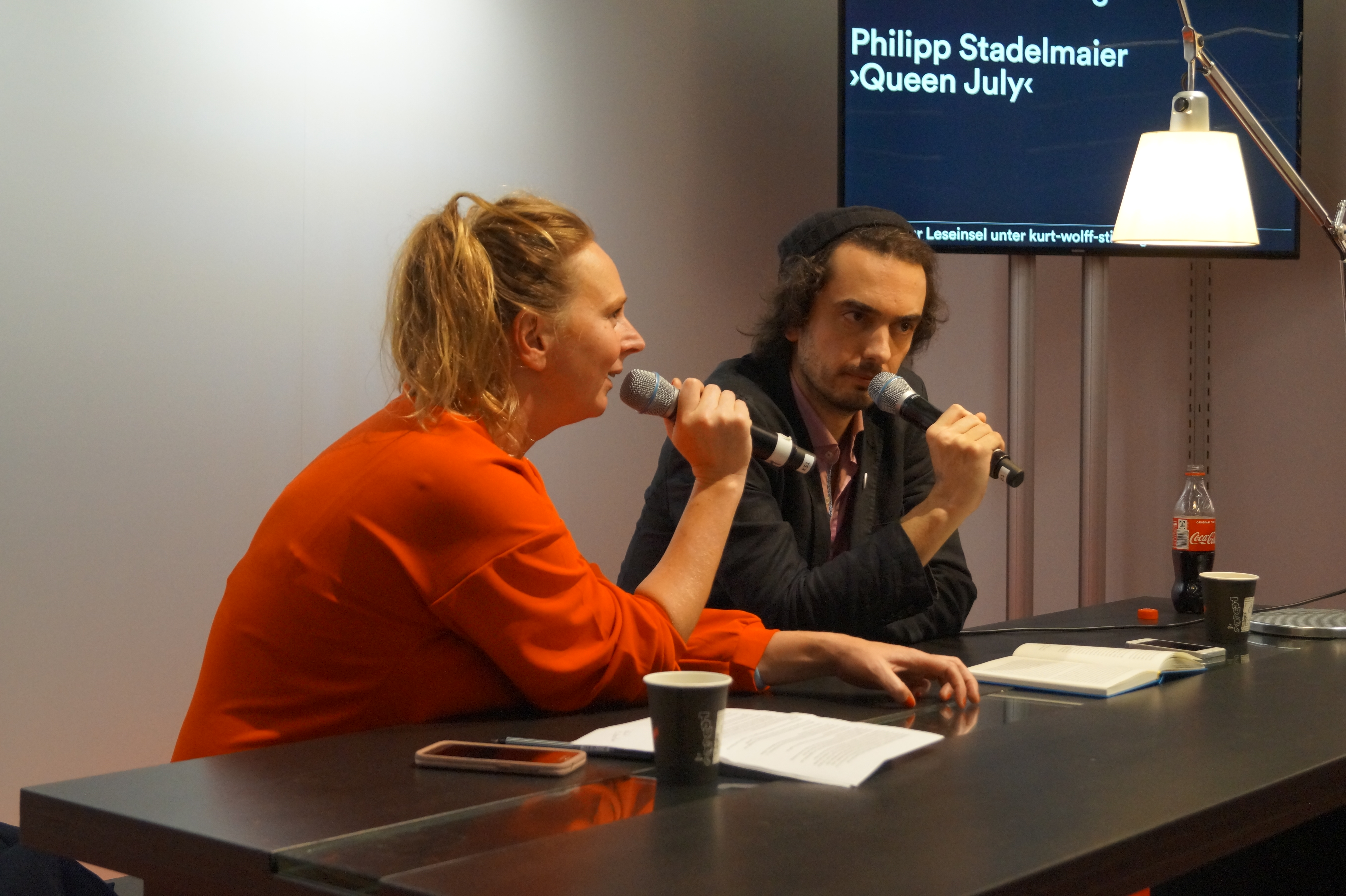
Philipp Stadelmeier präsentiert Queen July auf der Frankfurter Buchmesse 2019

Philipp Stadelmaier (* 1984 in Stuttgart) ist ein deutscher Schriftsteller und Filmkritiker.

## Leben
Stadelmaier ist der Sohn des Theaterkritikers Gerhard Stadelmaier. Er studierte Komparatistik und Romanistik in Frankfurt am Main. Seit 2012 schreibt er für die Süddeutsche Zeitung, seit 2015 für das Filmbulletin. Seine Essays erschienen u. a. in der deutschen Vogue, auf dem Blog des Merkur und in der Literaturzeitschrift Metamorphosen. Stadelmaier lebt in Wien und wurde 2019 an der Universität Frankfurt am Main mit einer Monografie über Die Kommentatoren des Post-Cinema. Serge Daney, Jean-Luc Godard und die Rephilologisierung des Kinos im digitalen Zeitalter promoviert.
2016 erschien im Verbrecher Verlag der Tagebuch-Essay „Die mittleren Regionen. Über Meinung und Terror“, geschrieben in Paris nach den Anschlägen vom Januar und November 2015. „Da ringt ein junger Mann darum zu verstehen, was gerade passiert in der Welt; warum sich alles in Einheiten aufspaltet, von der jede denkt, sie sei der Nabel der Welt und das Maß dazu. Das ist es, was der Autor mit den mittleren Regionen meint. [...] Und das Denken selbst ist schlichtweg unsere Aufgabe, das wird einem auch klar und das ist letztendlich die zentrale Botschaft, die der Nachwuchsautor mit seinem Essayband vermittelt“, meinte dazu Martina Senghas im SWR2. Für diesen Text wurde Stadelmaier im Juli 2018 mit dem Clemens-Brentano-Preis für Literatur der Stadt Heidelberg ausgezeichnet. In der Begründung der Jury hieß es: „Die chronologisch geordneten Aufzeichnungen meditieren über unsere Möglichkeit, jenseits von Stereotypen auf Terror zu reagieren. Die Leichtigkeit und Eleganz von Stadelmaiers Prosa verhindert das Einrasten von gängigen Antworten. Das Denken selbst wird hier transparent.“ 2017 schrieb er mit der Komödie Vanishing Points sein erstes Theaterstück. 2019 erschien sein erster Roman Queen July.

## Werke
- Die mittleren Regionen. Über Terror und Meinung. Verbrecher Verlag, Berlin 2016, ISBN 978-3-95732-155-8
- Vanishing Points. Theaterstück, Manuskript erhältlich beim Theaterverlag schaefersphilippen, Köln 2017[6]
- Queen July. Roman. Verbrecher Verlag, Berlin 2019, ISBN 978-3-95732-407-8